# Zeche Wunderbar
Die Zeche Wunderbar war ein südlich von Annen im Tal des Borbachs gelegenes Bergwerk.

## Geschichte
Das Borbachtal war eines der ersten größeren Standorte des Bergbaureviers an der Ruhr, da hier die Steinkohle zutage trat und entsprechend einfach zu fördern war. Allerdings waren Qualität und Vorräte der hiesigen Kohle offenbar begrenzt. Entsprechend kurzlebig war oftmals die Betriebsdauer der hiesigen Zechen, gleich ob sie im 18. oder erst im 20. Jahrhundert förderten, wie zum Beispiel letzteres die Zeche Borbachtal. Die Zeche Wunderbar ist hierfür ein Beispiel.

### Erste Betriebs-Phase
Der Abbau wurde 1783 als Stollen aufgefahren. Zwar erreichte er binnen eines Jahres 1784 eine Länge von 70 Metern, jedoch legte die Grube ihrem Namen keine Ehre ein: Der Aufschluss erwies sich als unbefriedigend, die vorhandene Kohle war mit Abraum versetzt („unreines" Flöz“). Bereits 1790 erfolgte deshalb die Stilllegung des Bergwerks.

### Reaktivierung im 20. Jahrhundert
Im Jahre 1933 wurde die alte Zeche noch einmal in Betrieb genommen. Es wurde ein neuer Stollen angesetzt, und 1934 förderten 58 Beschäftigte 14.000 Jahrestonnen Kohle. 1935 erfolgte dann die endgültige Stilllegung.